# Kirchendemenreuth
Kirchendemenreuth è un comune tedesco di 906 abitanti, situato nel land della Baviera.